# Liste de gares en Inde
Cette liste de gares en Inde a pour objectif de rassembler les articles sur les gares ferroviaires présentes dans ce pays. Le classement est effectué par États et territoires de l'Inde.

## Liste des gares

### Assam
- Gare nouvelle de Tinsukia.
- Gare de Guwahati.

### Andhra Pradesh
- Gare de Gudaparti.

### Bengale-Occidental
- Gare de Durgapur
- Gare de Gourinathdham
- Gare de Howrah
- Gare de Serampore
- Gare de Shalimar

### Delhi
- Gare de New Delhi

### Kerala
- Gare de Quilon
- Gare de Neyyattinkara
- Gare de Paravur

### Madhya Pradesh
- Gare de Gadarwara
- Gare de Narsinghpur

### Maharashtra
- Gare Chhatrapati Shivaji

### Tamil Nadu
- Gare centrale de Chennai

### Uttar Pradesh
- Gare de Varanasi-Junction